# Lucky Town
Lucky Town è il decimo album in studio di Bruce Springsteen. L'album è stato pubblicato contemporaneamente a Human Touch.

## Storia
L'album è stato pubblicato il 31 marzo 1992, lo stesso giorno del nono album in studio di Springsteen Human Touch.
Springsteen stava lavorando a Human Touch, che intendeva pubblicare nel 1990, ma il progetto gli ha richiesto più tempo di quanto pensasse. Ha accantonato il progetto all'inizio del 1991 e vi è tornato nel settembre dello stesso anno. Con l'intenzione di registrare un'altra canzone per l'album ("Living Proof"), si ritrovò con 10 nuove canzoni. Una volta completate le sessioni, decise di inserire le 10 nuove canzoni in un album separato, che divenne Lucky Town, e di pubblicarlo contemporaneamente a Human Touch. Mentre la maggior parte delle canzoni dell'album hanno ricevuto poche esibizioni dalla riunione della E Street Band, "If I Should Fall Behind" è stata suonata ad ogni spettacolo durante il Reunion Tour 1999-2000 ed è stata inclusa nel Live in New York City. Rilascio di DVD e CD.  

## Accoglienza
Lucky Town raggiunse la terza posizione nella Billboard 200 , con il singolo " Better Days " (doppio singolo A-side con l'omonima canzone di Human Touch ) che raggiunse la prima posizione nella Mainstream Rock statunitense e la sedicesima nella Billboard. Le migliori 100 classifiche. Da allora Lucky Town è stato certificato disco di platino dalla Recording Industry Association of America (RIAA), per oltre un milione di copie vendute negli Stati Uniti.

## Tracce
1. Better Days (4:08)
2. Lucky Town (3:27)
3. Local Hero (4:04)
4. If I Should Fall Behind (2:57)
5. Leap of Faith (3:27)
6. The Big Muddy (4:06)
7. Living Proof (4:24)
8. Book of Dreams (4:25)
9. Souls of the Departed (4:18)
10. My Beautiful Reward (3:55)

## Formazione
- Bruce Springsteen - voce, chitarra, armonica a bocca, tastiera, basso, percussioni
- Gary Mallabar - batteria
- Ian McLagen - organo
- Roy Bittan - tastiera
- Patti Scialfa - cori
- Soozie Tyrell - cori

## Classifiche

### Classifiche settimanali
| Classifica (1992) | Posizione massima |
| ----------------- | ----------------- |
| Australia         | 6                 |
| Austria           | 2                 |
| Canada            | 3                 |
| Finlandia         | 2                 |
| Francia           | 6                 |
| Germania          | 4                 |
| Giappone          | 5                 |
| Italia            | 2                 |
| Norvegia          | 2                 |
| Nuova Zelanda     | 6                 |
| Paesi Bassi       | 7                 |
| Regno Unito       | 2                 |
| Spagna            | 2                 |
| Stati Uniti       | 3                 |
| Svezia            | 3                 |
| Svizzera          | 2                 |

### Classifiche di fine anno
| Classifica (1992) | Posizione |
| ----------------- | --------- |
| Austria           | 26        |
| Francia           | 80        |
| Germania          | 45        |
| Italia            | 35        |
| Regno Unito       | 96        |
| Stati Uniti       | 79        |
| Svizzera          | 33        |